# Orvar Pettersson
Hans Adolf Orvar Pettersson, född 2 juli 1929 i Levene församling i Skaraborgs län, död 17 maj 2020, var en svensk ingenjör. 
Pettersson utexaminerades från Chalmers tekniska högskola 1953, var överingenjör i Smålands Kraft AB i Nässjö 1963–1967, blev överingenjör i AB Skandinaviska Elverk i Stockholm 1967, var vice verkställande direktör där 1974–1988, direktör för Asea division Skandinaviska Elverk 1988–1991 och verkställande direktör i AB Skandinaviska Elverk 1991–1994. Han var även verkställande direktör i Yngeredsfors Kraft AB i Kungsbacka 1972–1994.